# Pincoya
La Pincoya es una criatura imaginaria marina perteneciente a la mitología de Chiloé, en el sur de Chile. Tiene el aspecto de una mujer joven y muy hermosa, con una larga cabellera rubia. A diferencia de la sirena chilota (que posee una cola de pez), ella tiene una apariencia completamente humana. El mito dice que aparece desde las profundidades del mar, semi vestida con un traje de sargazo a danzar en las playas y que, por medio de la orientación de su danza, señaliza si la pesca será abundante o escasa en la temporada que se avecina.

## Leyenda

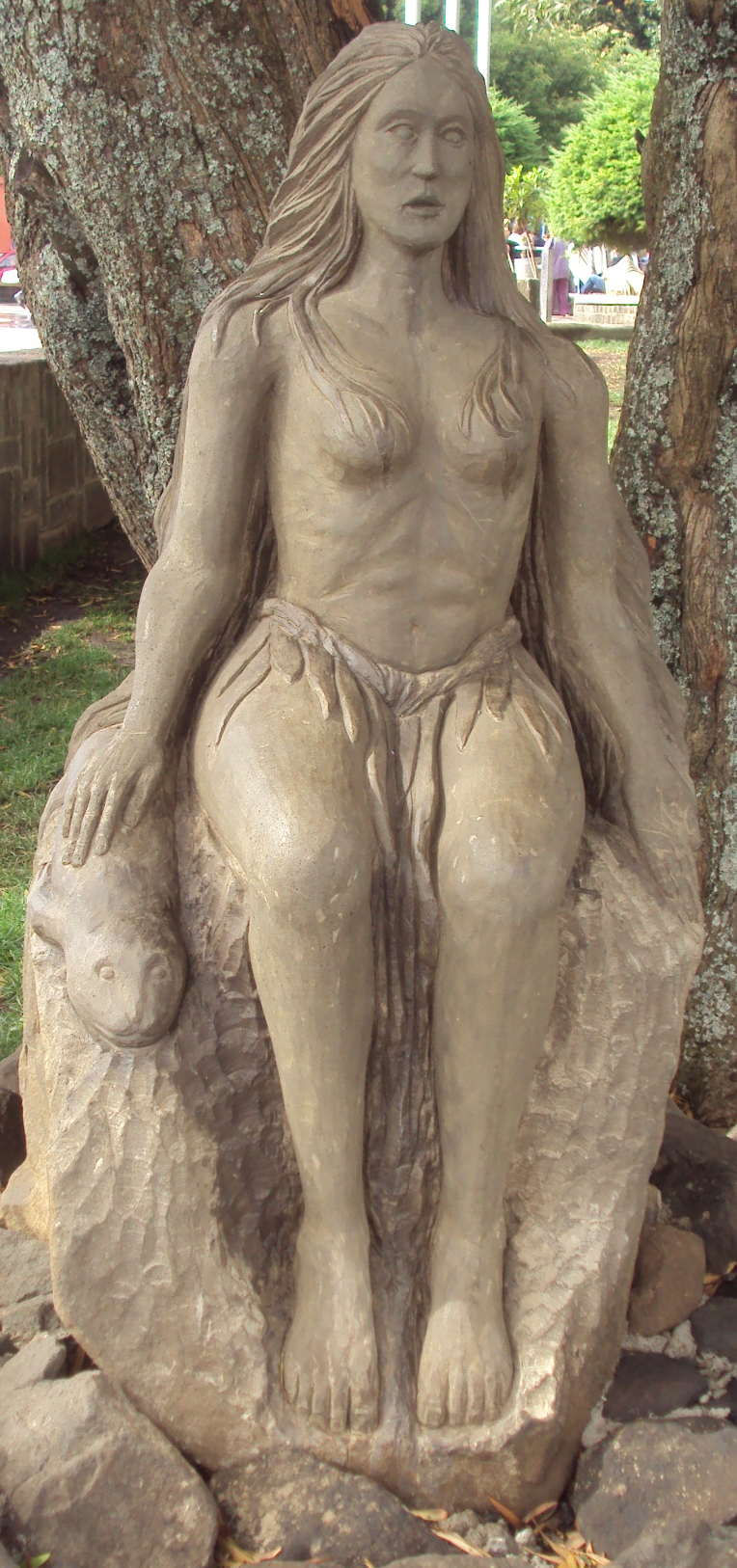
Representación de la Pincoya en la Plaza de Ancud.

Nacida de la unión del Millalobo y Huenchula, el mito dice que al regresar nuevamente la Huenchula, a casa de su madre; en donde había dejado a su hija comprobó que la curiosidad de su madre la hizo mirar a la bebé que no debía ser mirada por ningún ser mortal, y esta se había transformado en agua cristalina. Al verla transformada, invadida por el llanto y la desesperación, cogió la vasija y corrió desesperada hacia la playa, a vaciar su contenido en las aguas del mar. Y luego, avanzando hacia el interior del océano, llamó a su esposo el Millalobo. Entre sollozos y llantos, le relató lo acontecido con su hija. Apenas hubo terminado de pronunciar la última frase de su historia, Su esposo el MIllalobo la hizo mirar hacia atrás, ahí estaba la Pincoya, el mar la había hecho crecer se transformó en una hermosa joven con el cabello dorado, a quien dio el nombre de Pincoya. Así toda la familia se fue a vivir al fondo del mar, en el palacio del Millalobo. En el fondo del mar, posteriormente la Pincoya se casó con su hermano, llamado Pincoy y ayuda a cuidar el reino de su padre.
Desde ese día, las múltiples variedades de peces y mariscos, que el Millalobo ofrece generoso al pueblo chilote, junto con las siembras, en mares y playas, las realiza por intermedio de las manos de su hija predilecta, la Pincoya, quien para cumplir su trabajo baila una canción que canta el Pincoy. Los chilotes, especialmente los pescadores, cuentan en sus leyendas que cuando la Pincoya realiza su delicado baile hacia el mar, significa que en esos mares abundarán los peces y mariscos; en cambio si lo hace hacia la tierra, generalmente debido a que los pobladores han cometido alguna falta en contra del mar, les indica que, para la temporada venidera, los mencionados productos escasearán y por tal motivo, será necesario salir en su búsqueda a playas y mares lejanos. No obstante, cuando llega la escasez y en ciertas regiones se prolonga por largo tiempo por ausencia de la Pincoya, es posible hacerla volver y con ella, la abundancia, por intermedio de una ceremonia especial.
Otra tarea de la Pincoya es la de ayudar a los chilotes que naufragan. Así, los marinos siempre encuentran junto a ellos a la Pincoya, que acude pronto en su auxilio. Si por razones superiores no logra su propósito de salvarlos, ayudada por sus hermanos la Sirena chilota y el Pincoy, transporta con ternura los cuerpos de los chilotes muertos hasta el Caleuche, en donde ellos revivirán como tripulantes del barco fantasma y a una nueva existencia de eterna felicidad.
En el libro de la mitología de Chiloé, Recopilación de historias leyendas y creencias mágicas obtenidas de la tradición oral del Archipiélago de Chiloé, de Renato Cárdenas, se señala lo siguiente respecto al origen de este ser mitológico:

Al año de ser raptada por el Millalobo, la joven Huenchula regresa al hogar materno con un bultito en el regazo, que no permite que se lo miren, pero su madre, la Huenchur, no resiste la tentación y al primer descuido destapa a su nieto y la criatura se vuelve agua cristalina. La Huenchula , al encontrar una poza de agua en la artesa donde había dejado a su hijo , deposita ese líquido en los dominios del Millalobo y esta substancia se vuelve una adolescente muy hermosa, de larga cabellera dorada de encantos y dulzura incomparable.

La Pincoya, desde entonces, reina en el mar junto a sus padres, protegiéndolo, sembrándolo y rescatando a los náufragos. Viste con algas marinas y su alimento predilecto es la linaza. Su presencia sobre una roca o sembrando en una playa con la cara vuelta hacia el mar es señal que ese sitio será pródigo en mariscos y peces. A diferencia de la Sirena, la Pincoya no posee cola de pez y sí piernas humanas.

## En la cultura popular

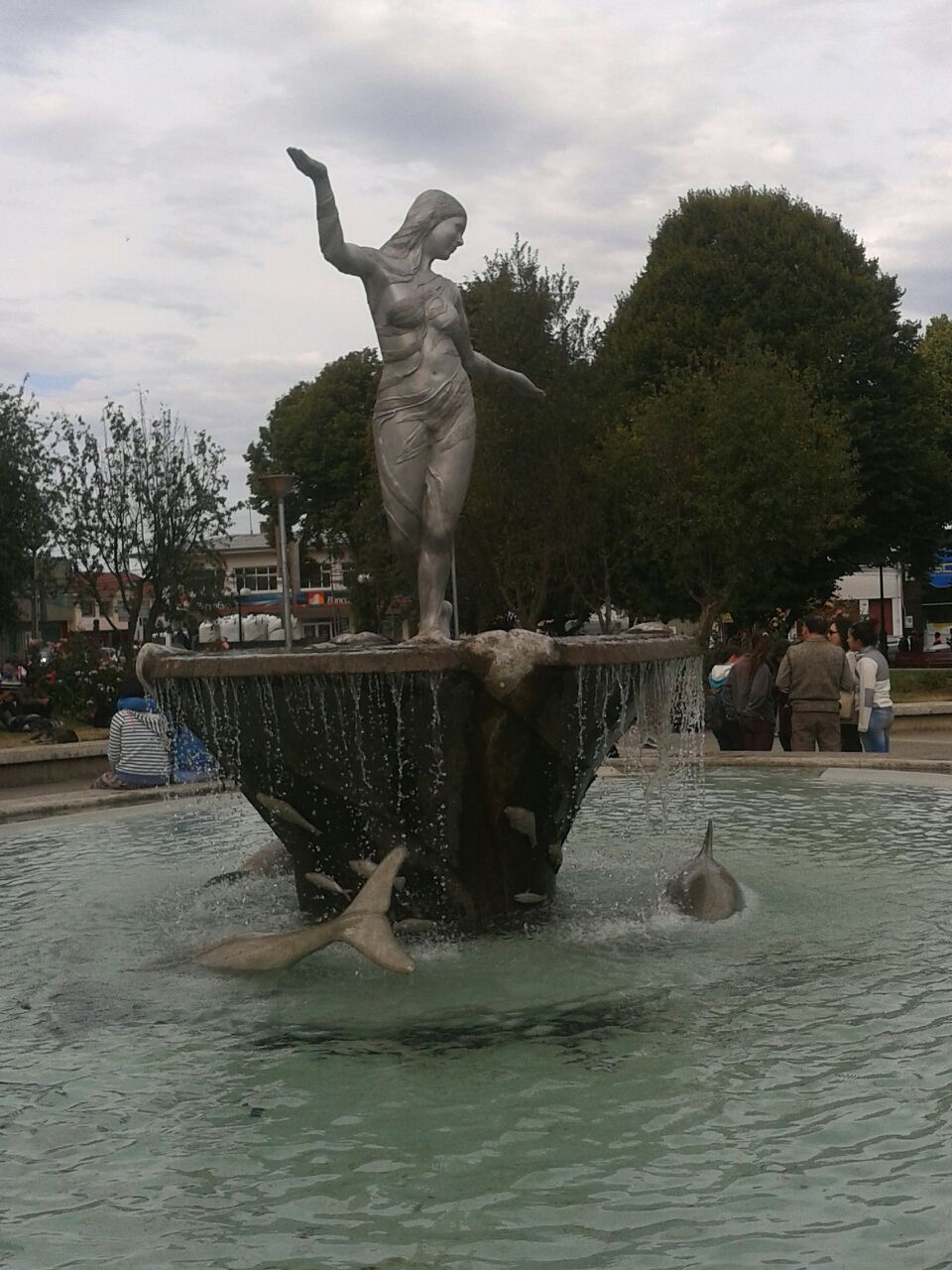
Estatua de la Pincoya, Plaza de Castro, Chiloé

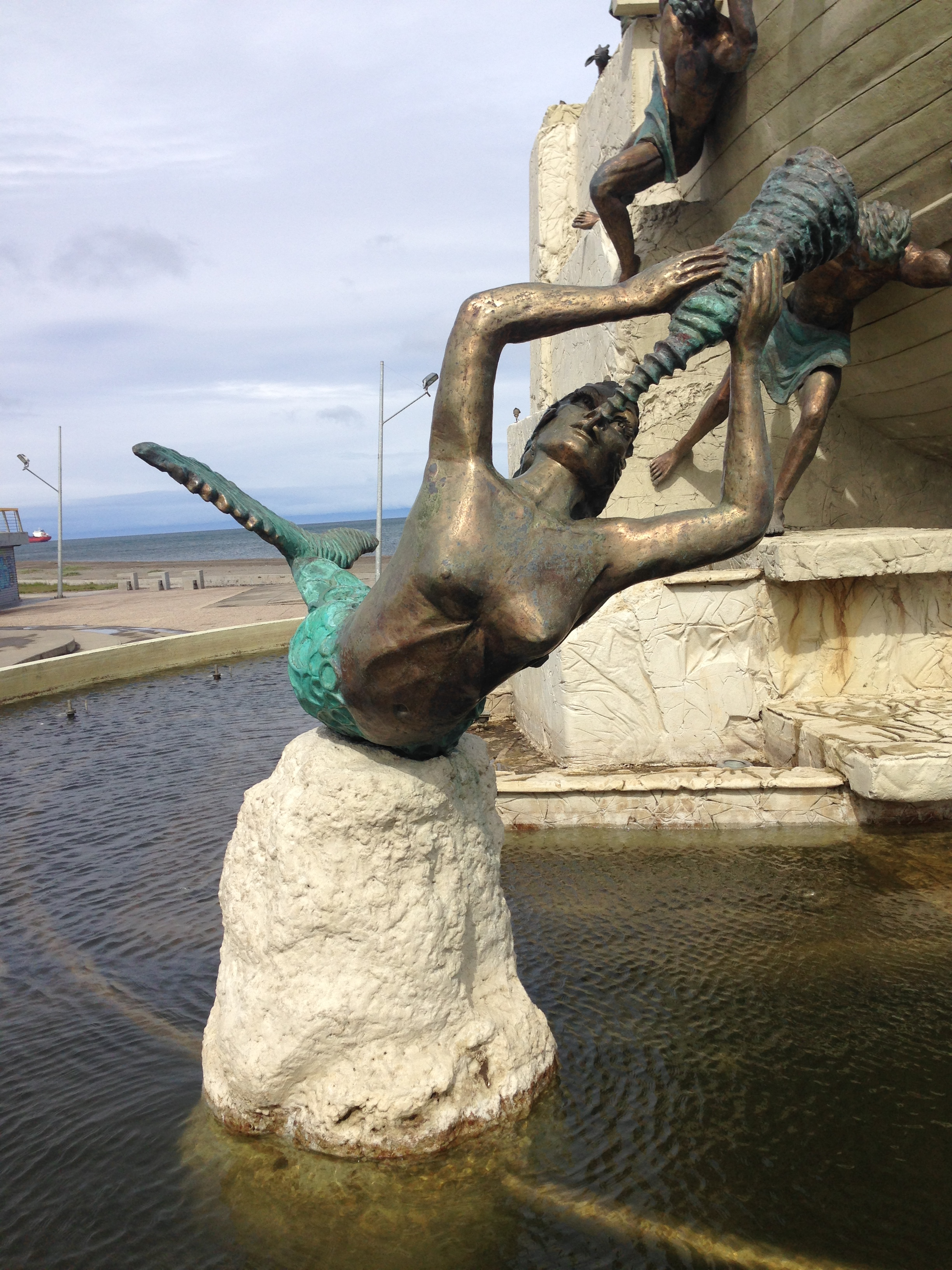
Estatua de una sirena representando a la Pincoya en Monumento a los tripulantes de la Goleta Ancud, Punta Arenas.

### Música
- «La Pincoya», canción del Conjunto Ancahual, en álbum Romance chilote (1965).
- «La Pincoya», canción de Raúl de Ramón en álbum El arca de Los de Ramón (1968).
- «Nostalgias de la Pincoya», canción de Bordemar en álbum Colores de Chiloé (1993).
- «Goddess of the sea», canción de Six Magics en álbum The secrets of an island (2003).
- «La Pincoya y el Pincoy», canción de Magdalena Fleitas en álbum Risas del agua (2011).
- «Madre de agua, la Pincoya», canción del grupo musical Chilhué (2011).
- «La Pincoya», canción de Lavinia Lamar en álbum Tierra mar y cielo (2012).
- «El Ruende y la Pincoya», banda sonora de la película Hijo del Trauco, compuesta por Miranda y Tobar (2014).
- «Tristezas de una Pincoya», canción del grupo Madera (2014).

### Ilustraciones
- Óscar Martínez Vilches (1992), "Chiloé misterioso". Colección la voz de Chiloé. Turismo mitología chilota, leyendas, (incluye 18 ilustraciones e historias mitológicas de la Pincoya en pgs. 140 y 141). Publigráfica Ltda. Castro Chiloé, Región de Los Lagos, Chile.
- Miguel Jiménez Colin & Marcy Lanfranco Orlandini (2007), "Pincoya princesa de los mares de Chiloé" (cuento e ilustraciones a color de la leyenda) Andros impresores, Santiago Chile.
- La Pincoya (ilustraciones a color de la leyenda) en Colección de mitos y leyendas de Chile (2009), Tomo 4, Zona de Chiloé. La Tercera, suplemento «Icarito»

### Escultura
- La Pincoya, escultura en piedra cancagua obra del escultor Ramón Octavio Pérez Gallardo, que junto a otras esculturas mitológicas adornan la Plaza de Armas de Ancud en Chiloé, formando parte de una remodelación que comenzó en junio de 2011 y finalizó seis meses después el 30 de diciembre de 2011.
- La Pincoya, fuente de agua con estatua ornamental de la Pincoya de aluminio fundido que mira hacia el mar en la Plaza de Armas de Castro en Chiloé. La obra estuvo a cargo del grupo compuesto por Jonás Retamal (arquitecto), el escultor Marco Orellana, junto a los artistas Andrés Figueroa, Mauricio Álvarez, Ximena Saiter y Jenny Straumann.
- La Pincoya, escultura ornamental en la ciudad de Punta Arenas, región de Magallanes, que junto a otras esculturas de bronce conforman el monumento y fuente de agua Goleta Ancud finalizado en noviembre de 2013. El monumento se compone por 11 tripulantes: ocho hombres, dos mujeres y un niño, entre ellos el capitán Juan William. A ellos se suman dos seres mitológicos de la cultura de Chiloé  (La Pincoya y el Millalobo), tres animales (cabra, gallina y gallo), una bandera de Chile con mástil , un fusil, sierra, y un pergamino. A diferencia de otras representaciones, en esta escultura se le representó con cola de pez, como una sirena.
- La Pincoya, escultura construida entre 1960 y 1965 por Eduardo Keymer, como ornamento de una pileta en la actual comuna de Huechuraba en Santiago de Chile, y que con el tiempo dio su nombre a la Población La Pincoya de esa comuna. Esta escultura corresponde a una adaptación del mito original, incluyendo cola de paz, como una sirena. Le acompaña, además, una figura mitológica con cabeza de león, que se atribuye a una interpretación libre del Pincoy.[1]

### Ornitología
En la década de 2010 se descubrió una nueva especie de ave marina del género Oceanites en el seno de Reloncaví y áreas vecinas en el mar interior de Chiloé y como su conducta incluye unos movimientos sobre el agua que se asemejan a un "baile", se le dio el nombre científico Oceanites pincoyae y los nombres comunes "golondrina de mar pincoya" o "paíño pincoya".